# Château de Heeren
Le château de Heeren (en allemand : Schloß Heeren ou Haus Heeren) est un château situé en Allemagne à Heeren, aujourd’hui arrondissement de la ville de Kamen en Rhénanie-du-Nord-Westphalie.

## Historique
Le château entouré de douves (Wasserschloß) remonte à 1606 et il est construit par la famille von Bodelschwingh (de) du comté de La Marck puis réaménagé par la famille von der Recke. Il est flanqué au sud-est d’une tour quadrangulaire qui est agrandie en 1857 par un oriel polygonal à l’est, et relié au Vorburg (dépendances de l’entrée) par un pont de pierre à trois arches au-dessus des douves remplies d’eau. La cour offre avec une Torhaus (maison d’entrée dominée par une tour) un ensemble de trois corps de bâtiment avec le château.
Le château de Heeren entre en possession de la famille von Plettenberg (de) en 1767. C'est aujourd'hui une propriété privée.
En 1910, 12 ha de terres appartenaient directement au manoir. Le propriétaire terrien le plus connu était Friedrich von Plettenberg-Herren, marié à Ehrengard von Krosigk-Rathmannsdorf. Le couple eut sept enfants, dont les filles aînées se marièrent à Heeren, Ehrengard Freiin von Plettenberg épousa le futur ministre Lutz Graf Schwerin von Krosigk, Bertha épousa l'homme politique Friedrich-Karl von Zitzewitz-Muttrin, Anna-Luise épousa le propriétaire terrien Friedrich von Trotha-Hecklingen et Minette épousa le planteur Vollrat von Krosigk de Hohenerxleben. Ces derniers vécurent pendant des décennies en Angola. L'héritier de la maison Heeren fut Wilhelm-Adolf, comte de Plettenburg-Heeren (1902-1950). Il fut le seul à porter l'auréole du titre de comte.

## Illustrations

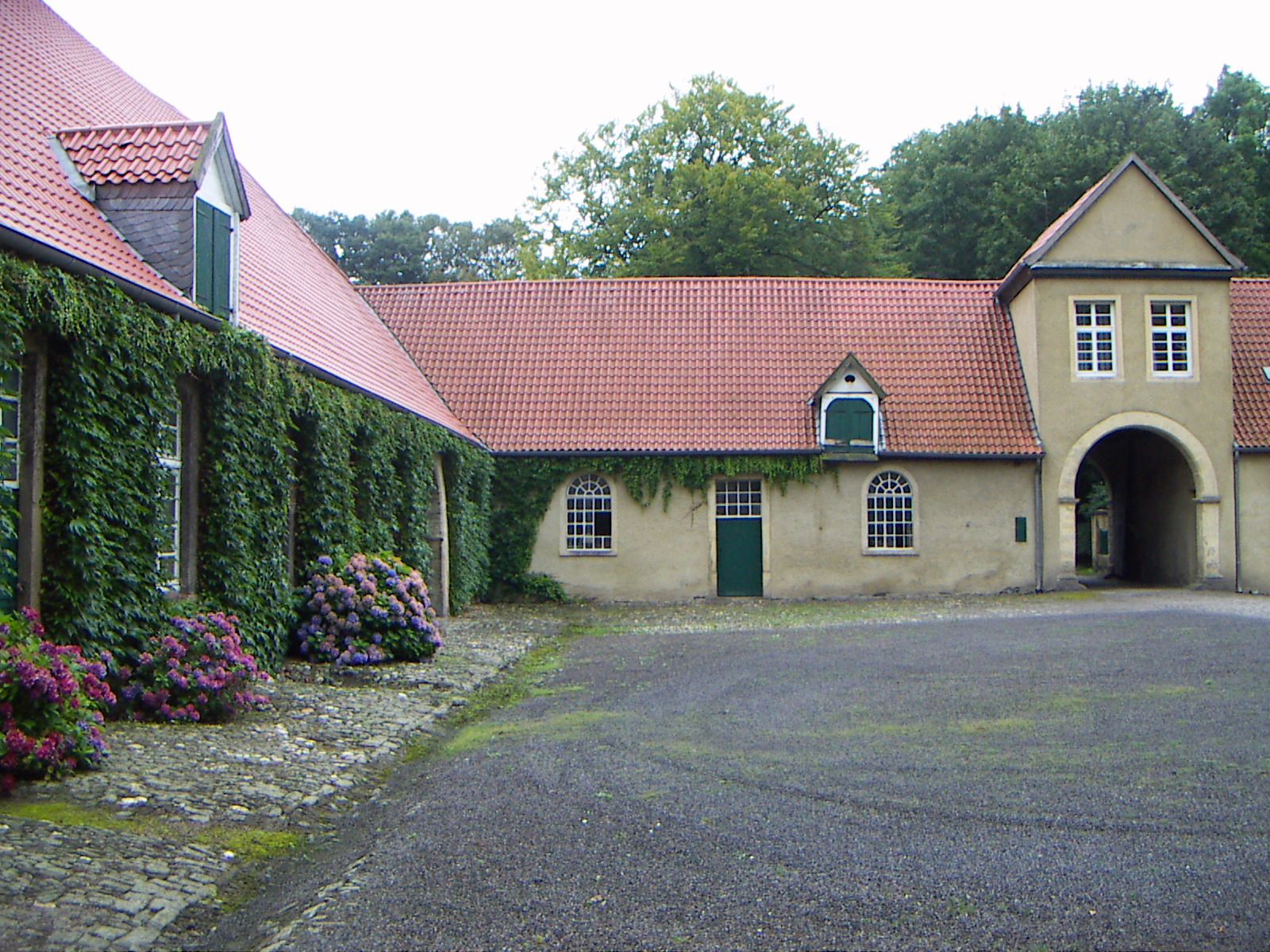
Cour de l’édifice
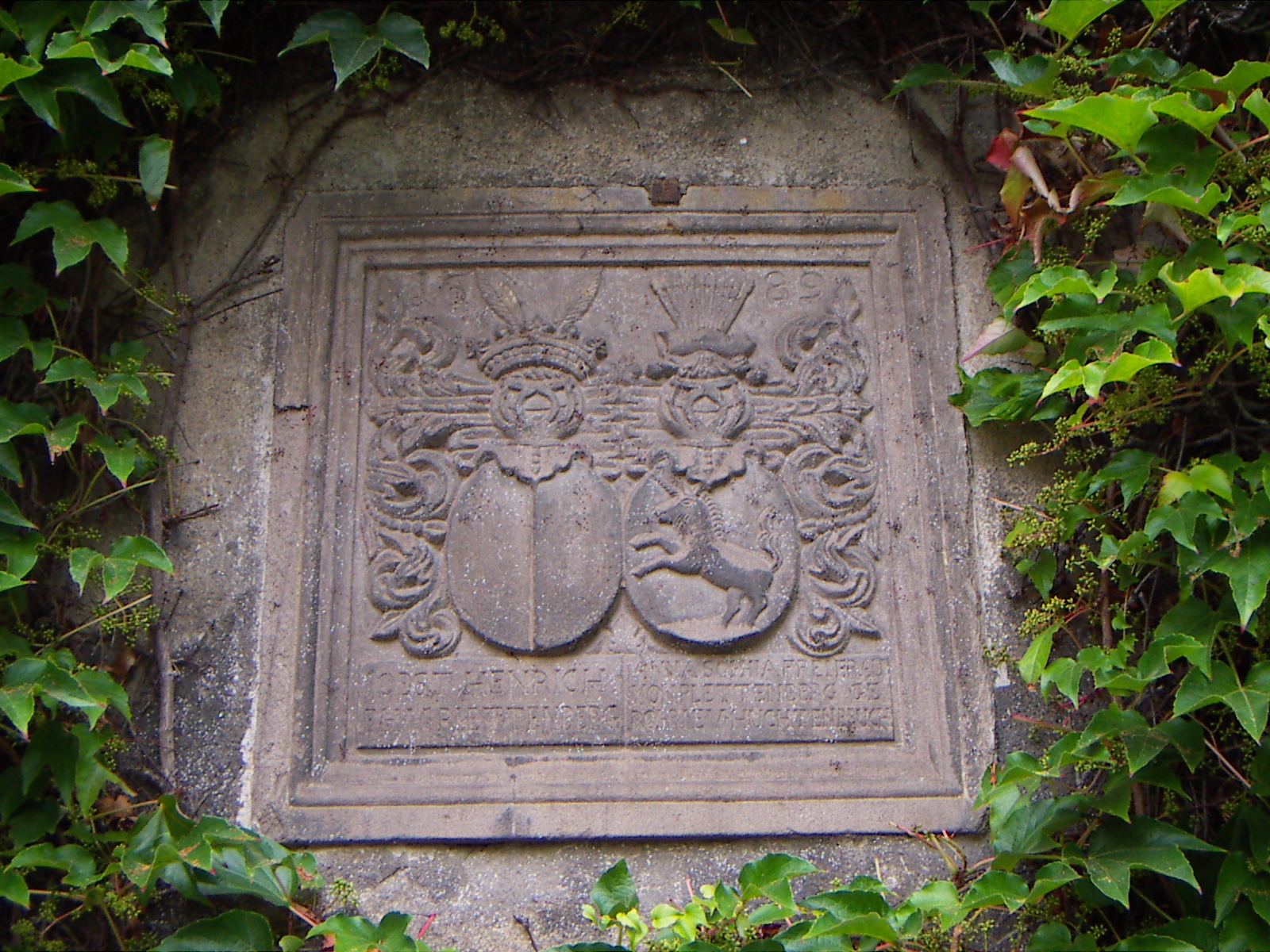
Double blason de Horst Heinrich von Plettenberg (à gauche) et de son épouse Anna
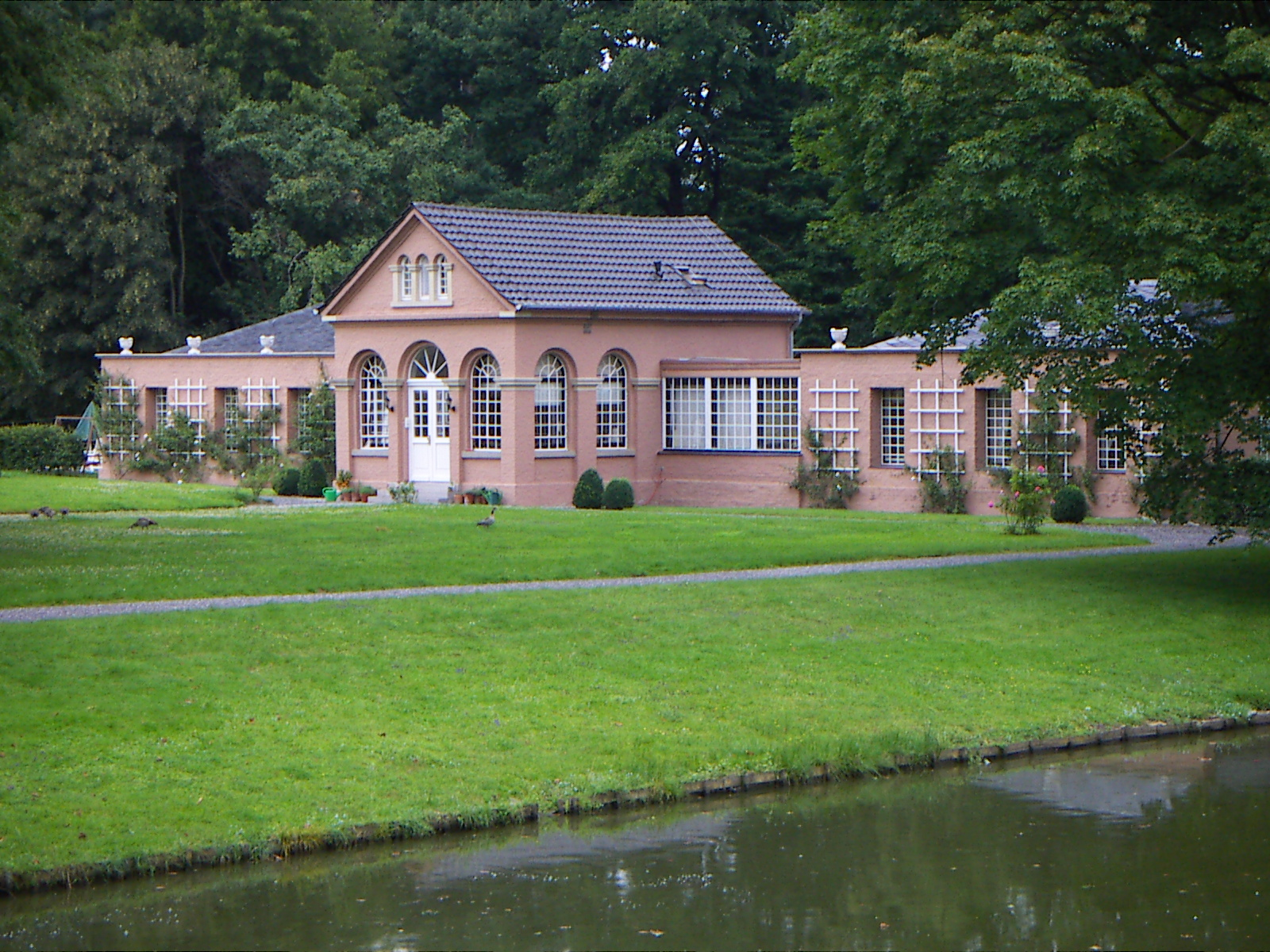
Orangerie du château